# Zelandija (mikrocelina)
Zelandija (izgovarja se /ziːˈlændiə/), v maorščini znana tudi kot Te Riu-a-Māui ali Tasmantis, je skoraj v celoti potopljena gmota celinske skorje v Oceaniji, ki se je umirila po odcepitvi od Gondvane pred 83–79 milijoni let. Različno so jo opisovali kot potopljeno celino, celinski fragment in mikrocelino. Ime in koncept za Zelandijo je predlagal Bruce Luyendyk leta 1995, satelitski posnetki pa kažejo, da je skoraj velika kot Avstralija. Študija iz leta 2021 kaže, da je Zelandija stara 1 milijardo let, kar je približno dvakrat toliko, kot so mislili geologi prej.
Pred približno 23 milijoni let je bilo kopno morda popolnoma potopljeno. Danes večina kopnega (94 %) ostaja potopljena pod Tihim oceanom. Nova Zelandija je največji del Zelandije, ki je nad morsko gladino, sledi ji Nova Kaledonija.
Kartiranje Zelandije je bilo zaključeno leta 2023. S skupno površino približno 4.900.000 km²  je Zelandija bistveno večja od katere koli značilnosti, imenovane mikrokontinenti in celinski fragmenti. Če bi bila Zelandija razvrščena kot mikrocelina, bi bila največja mikrocelina na svetu. Njena površina je šestkrat večja od Madagaskarja, naslednjega največjega mikrokontinenta na svetu, in več kot polovica površine avstralske celine. Zelandija je več kot dvakrat večja od največje znotrajoceanske velike magmatske province (LIP) na svetu, planote Ontong Java (približno 1.900.000 km² in največjega otoka na svetu, Grenlandije (2.166.086 km²). Zelandija je tudi bistveno večja od Arabskega polotoka (3.237.500 km²), največjega polotoka na svetu, in Indijske podceline (4.300.000 km²). Zaradi teh in drugih geoloških dejavnikov, kot sta debelina in gostota skorje, so nekateri geologi iz Nove Zelandije, Nove Kaledonije in Avstralije ugotovili, da Zelandija izpolnjuje vse zahteve, da jo lahko štejemo za celino in ne za mikrocelino oz. celinski del. Geolog Nick Mortimer je komentiral, da bi ga že zdavnaj prepoznali, če ne bi bilo gladine oceana.
Zelandija podpira precejšen obalni ribolov in vsebuje plinska polja, od katerih je največje znano novozelandsko plinsko polje Maui blizu Taranakija. Dovoljenja za raziskovanje nafte v Velikem južnem bazenu so bila izdana leta 2007. Mineralni viri na morju vključujejo železove peske, masivne vulkanske sulfide in nahajališča feromanganskih gomoljev.

## Etimologija
GNS Science priznava dve imeni za kopno. V angleščini je najpogostejše ime Zealandia, latinsko ime za Novo Zelandijo; ime je bilo skovano sredi 1990-ih in se je uveljavilo s splošno rabo. V maorskem jeziku se kopenska masa imenuje Te Riu-a-Māui, kar pomeni 'hribi, doline in ravnice Māuija'.

## Geologija
Celino Zelandijo v veliki meri sestavljata dva skoraj vzporedna grebena, ločena z neuspelim prelomom, kjer se razpad celine ustavi in postane zapolnjen tektonski jarek. Grebeni se dvigajo nad morskim dnom do višine 1000–1500 m, z nekaj skalnatimi otoki, ki se dvigajo nad morsko gladino. Grebeni so celinske kamnine, vendar so nižje nadmorske višine kot običajne celine, ker je njihova skorja tanjša kot običajno, debela približno 20 km in posledično ne lebdijo tako visoko nad zemeljskim plaščem kot pri večini kopenskih mas.
Pred približno 25 milijoni let se je južni del Zelandije (na pacifiški plošči) začel premikati glede na severni del (na Indo-avstralski plošči). Posledični premik za približno 500 km vzdolž alpske prelomnice je viden na geoloških kartah. Gibanje vzdolž te meje plošče je prav tako zamaknilo novokaledonski bazen od njegovega prejšnjega nadaljevanja skozi Bounty Trough.
Stiskanje čez mejo je dvignilo Južne Alpe, čeprav zaradi hitre erozije njihova višina odraža le majhen del dviga. Dlje proti severu je subdukcija pacifiške plošče povzročila obsežen vulkanizem, vključno z vulkanskima conama Coromandel in Taupo. S tem povezani razpoki in pogrezanji so povzročili razpoko Hauraki in nedavno še Whakatane Graben in Wanganui Basin.

### Vulkanizem
Vulkanizem na Zealandiji se je ponavljal v različnih delih celinskega fragmenta pred, med in po tem, ko se je odcepil od superceline Gondvane. Čeprav se je Zelandija premaknila za približno 6.000 km proti severozahodu glede na spodnji plašč od časa, ko se je odcepila od Antarktike, ponavljajoči se intrakontinentalni vulkanizem kaže sestavo magme, ki je podobna sestavi vulkanov v prej sosednjih delih Antarktike in Avstralije. Magmatizem velikih količin se je zgodil v dveh obdobjih, in sicer v devonu (pred 370 do 368 milijoni let) in zgodnji kredi (pred 129 do 105 milijoni let).
Ta vulkanizem je zelo razširjen po Zelandiji, vendar je na sedanjem ozemlju na splošno majhen, razen ogromnih srednjih do poznih miocenskih ščitastih vulkanov, ki so razvili polotoka Banks in Otago. Poleg tega se je v pozni kredi in kenozoiku nenehno dogajalo v številnih omejenih regijah. Nekateri vzroki ostajajo sporni, morda zaradi vrzeli v podatkih. V miocenu je severni del Zelandije (vzpetina Lord Howe) morda zdrsnil čez stacionarno vročo točko in oblikoval verigo podvodne gore Lord Howe.
Domneva se, da je Zelandija morda igrala pomembno vlogo pri nastanku vulkanskega ognjenega obroča v Tihem oceanu.

### Geološki pododdelki
Občasno Zelandijo znanstveniki razdelijo na dve regiji: Severna Zelandija (ali Zahodna provinca); in Južna Zelandija (ali vzhodna provinca), od katerih slednja vsebuje večino skorje srednjega batolita. Ti dve značilnosti sta ločeni z alpskim prelomom in Kermadecovim jarkom ter klinasto oblikovano planoto Hikurangi in se premikata ločeno drug od drugega.

### Klasifikacija kot celina
Primer, da je Zelandija samostojna celina, je bil predstavljen v knjigi Nicka Mortimerja in Hamisha Campbella Zealandia: Our continent discovered (2014), v kateri sta avtorja predstavila geološke in ekološke dokaze v podporo svoji tezi.
Leta 2017 je skupina enajstih geologov iz Nove Zelandije, Nove Kaledonije in Avstralije ugotovila, da Zelandija izpolnjuje vse zahteve, da bi jo lahko obravnavali kot potopljeno celino in ne kot mikrocelino ali del celine. Ta razsodba je bila široko pokrita v medijih.

### Najstarejše matične skale
Mlajše kamnine Zealandije imajo dokaze o izvoru iz zgodnjih formacij Gondvane izpred 500 do 700 milijonov let, formacij Rodinia pred približno milijardo let in virov iz razširjene celine Ur pred 3,5 do 2 milijardama let.

### Tektonika
Z razpadom Gondvane je nastala Severna Zelandija. Zelandija je bila podvržena razširitvi, ki je bila posledica od vzhoda proti severovzhodu usmerjenega vračanja nazaj proti zahodu proti jugozahodu, ki se je potopila v pacifiško ploščo, in se je končala med 95 milijoni in 85 milijoni let nazaj. Po pred 85 milijoni let se je Zelandija ločila od Avstralije s širjenjem Koralnega in Tasmanovega morja po morskem dnu, dokler se to ni ustavilo pred 52 milijoni let. Skrajšanje na aktivnem konvergentnem severnem robu Zelandije se je v glavnem zgodilo med 45 in 35 milijoni let. Temu je sledilo odprtje zalednih bazenov jugozahodnega Pacifika ter selitev Tonge in Kermadeškega jarka proti vzhodu. Strižno iztiskanje je sledilo pred 23,3 milijoni do 5 milijoni let z razpadom Novozelandske alpske prelomnice in razširitvijo planote Campbell proti jugozahodu glede na planoto Challenger. Gibanje širitve jugovzhodnega Indijskega oceana je popolnoma ločilo Zelandijo od Antarktike pred približno 10 milijoni let. V zadnjih 5 milijonih let se je Zelandija na splošno ugrezala zaradi subdukcije pacifiške plošče proti zahodu in umika proti vzhodu.

## Biogeografija
Nova Kaledonija je na severnem koncu starodavne celine, medtem ko se Nova Zelandija dviga na meji plošče, ki jo prepolovi. Te kopenske mase predstavljajo dve postojanki antarktične flore, ki vključujeta araukarije in podokarpe. V zalivu Curio je mogoče videti hlode fosiliziranega gozda, tesno povezanega s sodobnim borom Kauri in Araucaria heterophylla, ki je rasel na Zealandiji pred približno 180 milijoni let v jurskem obdobju, preden se je odcepila od Gondvane. Drevesa, ki so rasla v teh gozdovih, so pokopali tokovi vulkanskega blata in jih postopoma nadomestil kremen, da so nastali fosili, ki jih je zdaj razkrilo morje.
Ko se gladina morja med ledeniškimi obdobji zniža, Zelandijsko morje postane kopensko okolje in ne morsko okolje. Prvotno se je mislilo, da Zelandija nima avtohtone kopenske favne sesalcev, vendar odkritje fosilne čeljusti sesalca iz miocena v regiji Otago leta 2006 dokazuje drugače.

## Upravna delitev
Celotna površina (vključno s celinskimi vodnimi telesi) Zelandije je 286.660,25 km². Od tega Nova Zelandija obsega veliko večino, 267.988 km² ali 93,49 %, ki vključuje celino (Severni otok in Južni otok), bližnje otoke in najbolj oddaljene otoke, vključno s Chathamovimi otoki, Novo Zelandijo Subantarktični otoki, Solanderjevi otoki in Otoki treh kraljev (vendar ne Kermadecovi otoki ali otok Macquarie (Avstralija), ki so del razpoke).
Nova Kaledonija in otoki, ki jo obdajajo, obsegajo okoli 18.576 km² ali 6,48 %), preostanek pa sestavljajo različna ozemlja Avstralije, vključno s skupino otokov Lord Howe (Novi Južni Wales) na 56 km² ali 0,02 %), otok Norfolk na 35 km² ali 0,01 %), kot tudi grebeni Cato, Elizabeth in Middleton (ozemlje otokov Koralnega morja) s 5,25 km².

## Prebivalstvo
Od leta 2022 je skupna človeška populacija Zelandije približno 5,4 milijona ljudi. Največje mesto je Auckland s približno 1,7 milijona ljudi; približno ena tretjina celotnega prebivalstva celine.
- Nova Zelandija – 5.112.300[21]
- Nova Kaledonija (Francija) – 268.767[22]
- Norfolški otoki (Avstralija) – 1748[23]
- Lord Howe Island (Avstralija) – 382
- Cato Reef (Avstralija) – 0
- Elizabeth Reef (Avstralija) – 0
- Middleton Reef (Avstralija) – 0